# 金龍XMQ6180G

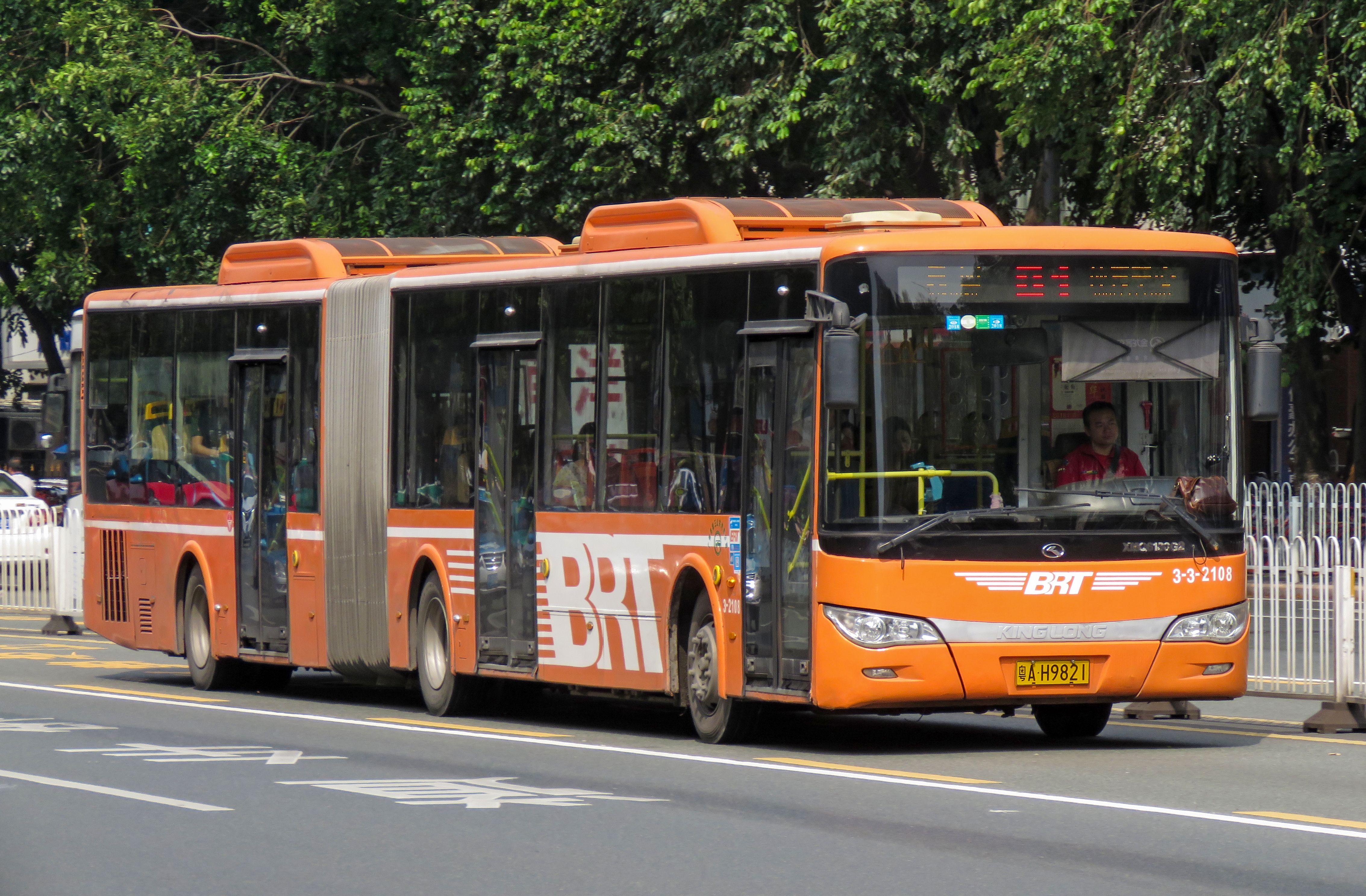
广州快速公交的液化石油气版XMQ6180G2

金龍XMQ6180G（KINGLONG XMQ6180G）是中國大陸車商金龍客車所生產的一款雙節低底盤公車，2007年研发成功。2020年另有纯电动衍生款XMQ6180AGBEVL。

## 臺灣規格
- 引擎：Cummins ISL8.9 E5 320B
- 最大馬力 320hp(228.3kW)/2100rpm
- 最大扭力 136.03kg-m/1100~1500rpm
- 排氣量：8,849c.c.
- 輪軸型式：
  - 前軸：ZF RL85A
  - 中軸：ZF AVN132
  - 後軸：ZF AV132
- 變速箱：ZF Ecolife 6AP2000B六速自排
- 車長：17,900mm
- 軸距：5,800+6,000mm

## 出口

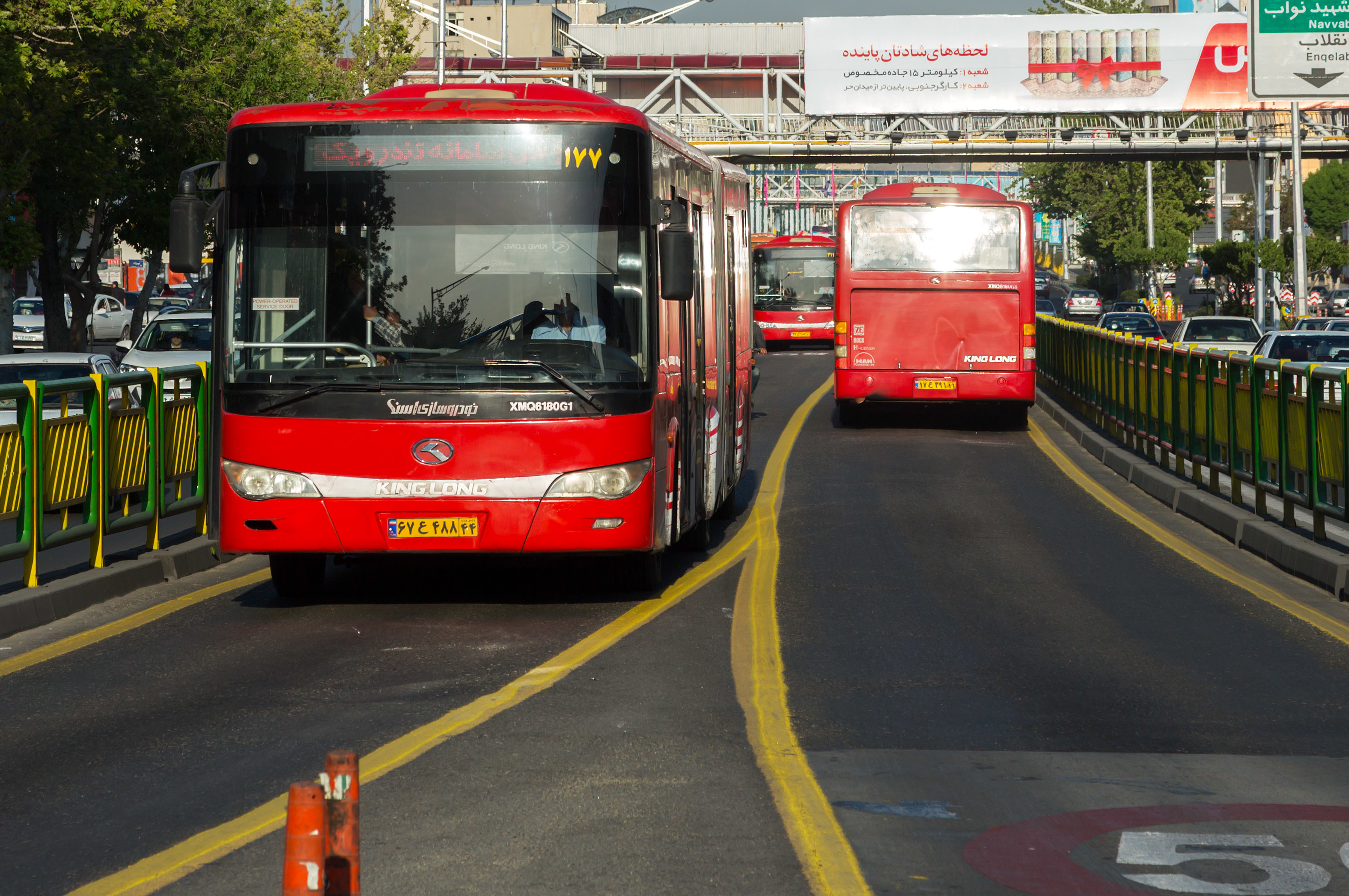
德黑兰快速公交XMQ6180G1

2008年11月，XMQ6180G出口至伊朗，用于德黑兰快速公交。该车型在臺灣由大都會客運及馨盛汽車共同引進，首批營運路線規劃為大都會客運的聯營505及聯營685，本應在2013年底上路，目前暫時無法上路。(現已繳牌放置內湖站)

## 外部連結
- 金龍客車 （页面存档备份，存于）
- XMQ6180G （页面存档备份，存于）
- 采埃孚公司 （页面存档备份，存于）
- 大都會客運雙節巴士‧首都客運三門巴士：全新登場！ （页面存档备份，存于）